# Mantskovits Bálint

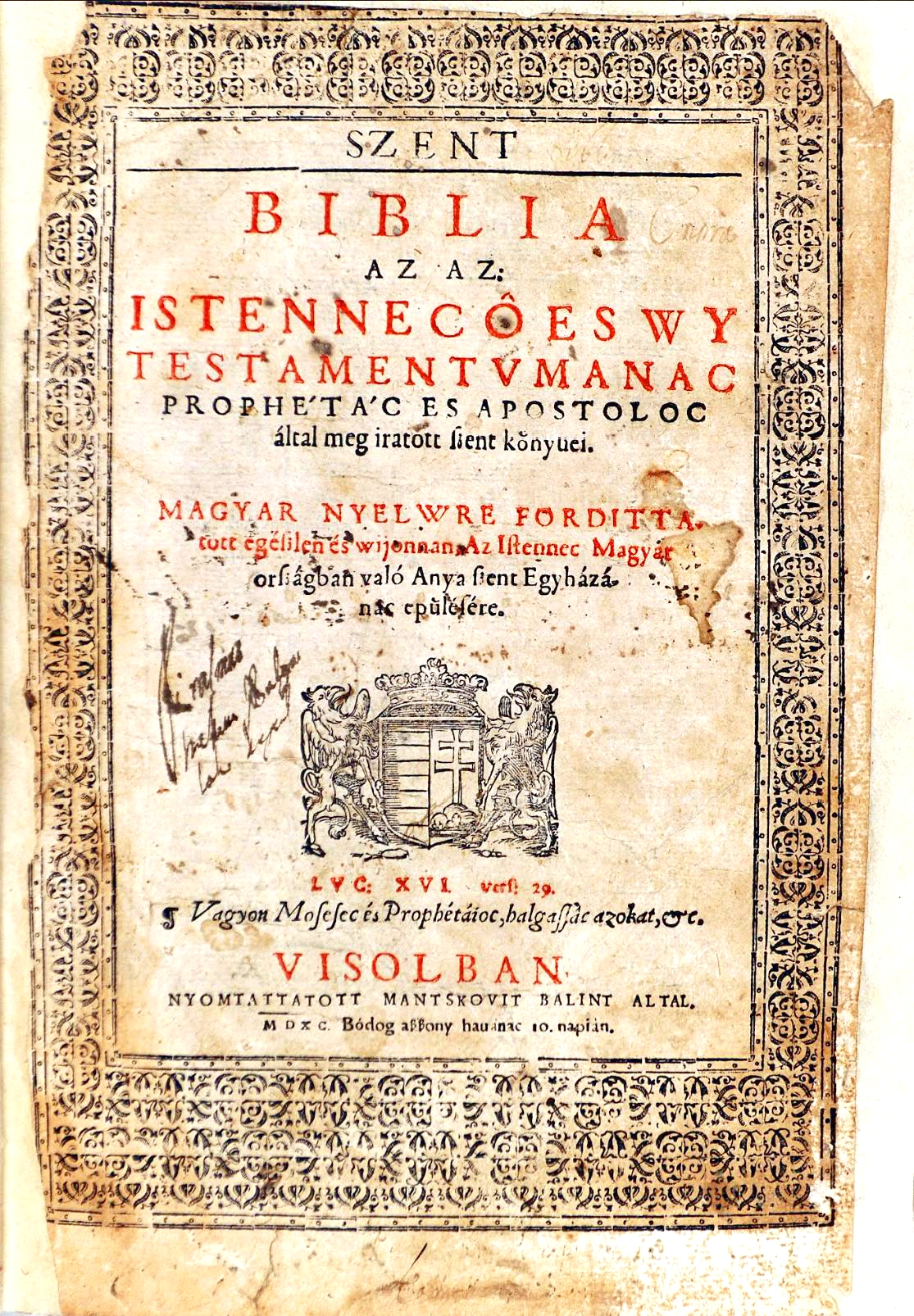
Nyomtattatott Manstkovit Bálint által A Vizsolyban nyomtatott biblia első lapja

Mantskovits Bálint (Lengyelország, ? – Vizsoly, 1596 vége) nyomdász.

## Élete
Mantskovits Bálint (Mantskovit, Manczkovit, Valentinus, Farniola) Lengyelországból származott, Bornemisza Péter hívására érkezett Magyarországra, ahol az ő nyomdájának volt művezetője Semptén, majd Detrekőn.
Bornemisza halála után, főúri pártfogók segítségével megvásárolta a nyomda felszerelését, majd 1585-ben Galgócra költözött, ahol az általa vezetett nyomda jelentős mértékben gyarapodott. Már itt megjelentek azok a díszes kezdőbetűk (iniciálék), és betűtípusok, amelyekkel később a Vizsolyi Bibliát  nyomtatták. Több jel mutat arra, hogy Manskovitsot már jóval 1588 előtt megkeresték Galgócon a biblia kinyomtatásának ügyében, és a nyomdai előkészületek egy része is már itt történhetett. Három évnyi Galgócon tartózkodás után 1588-ban a nyomdát Vizsolyba költöztette. Műhelye Németalföldről új betűket, Lengyelországból papírt kapott, majd 1589–90-ben kinyomtatta a Károli Gáspár által fordított teljes magyar Bibliát.